# Beecham House
Beecham House è una serie televisiva britannica ambientata nel 1795, co-creata, diretta e prodotta da Gurinder Chadha. La serie è stata annunciata nell'agosto 2018 e ha debuttato il 23 giugno 2019.

## Trama
Ambientata a Delhi durante il periodo Moghul, descrive le vite della famiglia Beecham nella loro nuova residenza appena acquistata. La famiglia è guidata da John Beecham, un ex soldato  della Compagnia britannica delle Indie orientali che è  "determinato a rendere la casa il suo rifugio sicuro".

## Episodi
| Stagione       | Episodi | Prima TV UK | Prima TV Italia |
| -------------- | ------- | ----------- | --------------- |
| Prima stagione | 6       | 2019        | 2021            |

## Personaggi e interpreti

### Principali
- John Beecham, interpretato da Tom Bateman, doppiato da Stefano Crescentini.
Ex tenente della Compagnia britannica delle Indie orientali, ora è un commerciante di oggetti preziosi alla ricerca di un nuovo inizio. Rimasto vedovo, è padre di August.
- Henrietta Beecham, interpretata da Lesley Nicol, doppiata da Aurora Cancian.
Madre autoritaria di John e Daniel, dipendente dall'oppio.
- Begum Samru, interpretata da Lara Dutta.
Ex danzatrice Nautch e favorita dell'imperatore, amante di Castillon.
- Daniel Beecham, interpretato da Leo Suter, doppiato da Emanuele Ruzza.
Fratello di John e soldato della Compagnia in congedo per malattia.
- Margaret Osborne, interpretata da Dakota Blue Richards, doppiata da Veronica Puccio.
Insegnante di letteratura inglese originaria del Devon e istitutrice di Roshanara, interesse amoroso di John.
- Benoît Castillon, interpretato da Grégory Fitoussi, doppiato da Massimo Bitossi.
Mercenario francese dell'imperatore, cerca di intralciare John con ogni metodo.
- Violet Woodhouse, interpretata da Bessie Carter, doppiata da Giulia Santilli.
Amica di lunga data della famiglia Beecham e pretendente di John.
- Murad Beg, interpretato da Adil Ray, doppiato da Daniele Raffaeli.
Cugino della moglie dell'imperatore e vicino di casa di John.
- Baadal, interpretato da Viveik Kalra, doppiato da Alessio Puccio.
Economo del palazzo di John.
- Mool Chand, interpretato da Kulvinder Ghir.
Chef presso il palazzo di John.
- Bindu, interpretata da Goldy Notay, doppiata da Loretta Di Pisa.
Cameriera personale di Henrietta.
- Chanchal, interpretata da Shriya Pilgaonkar.
Bambinaia di August e membro fidato del palazzo di John.
- Ram Lal, interpretato da Amer Chadha-Patel.
Fedele servitore di John.
- Maya, interpretata da Trupti Khamkar.
Bambinaia di August.
- Shah 'Alam II, interpretato da Roshan Seth.
Imperatore
- Samuel Parker, interpretato da Marc Warren, doppiato da Emiliano Coltorti.
Capitano in congedo e vecchio amico di John.
- Chandrika, interpretata da Pallavi Sharda, doppiata da Valentina Favazza.
Ricca ragazza arrivata all’improvviso nel palazzo di John e zia di August.

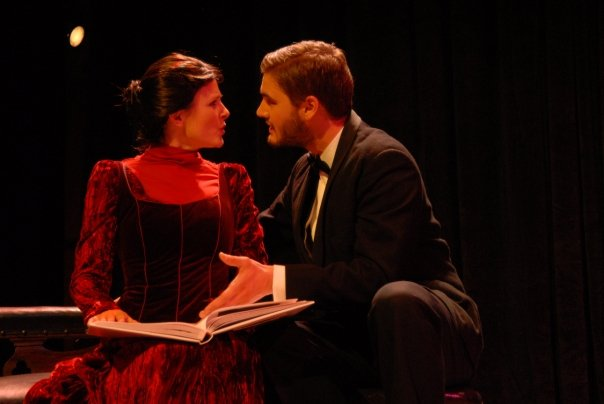
Tom Bateman
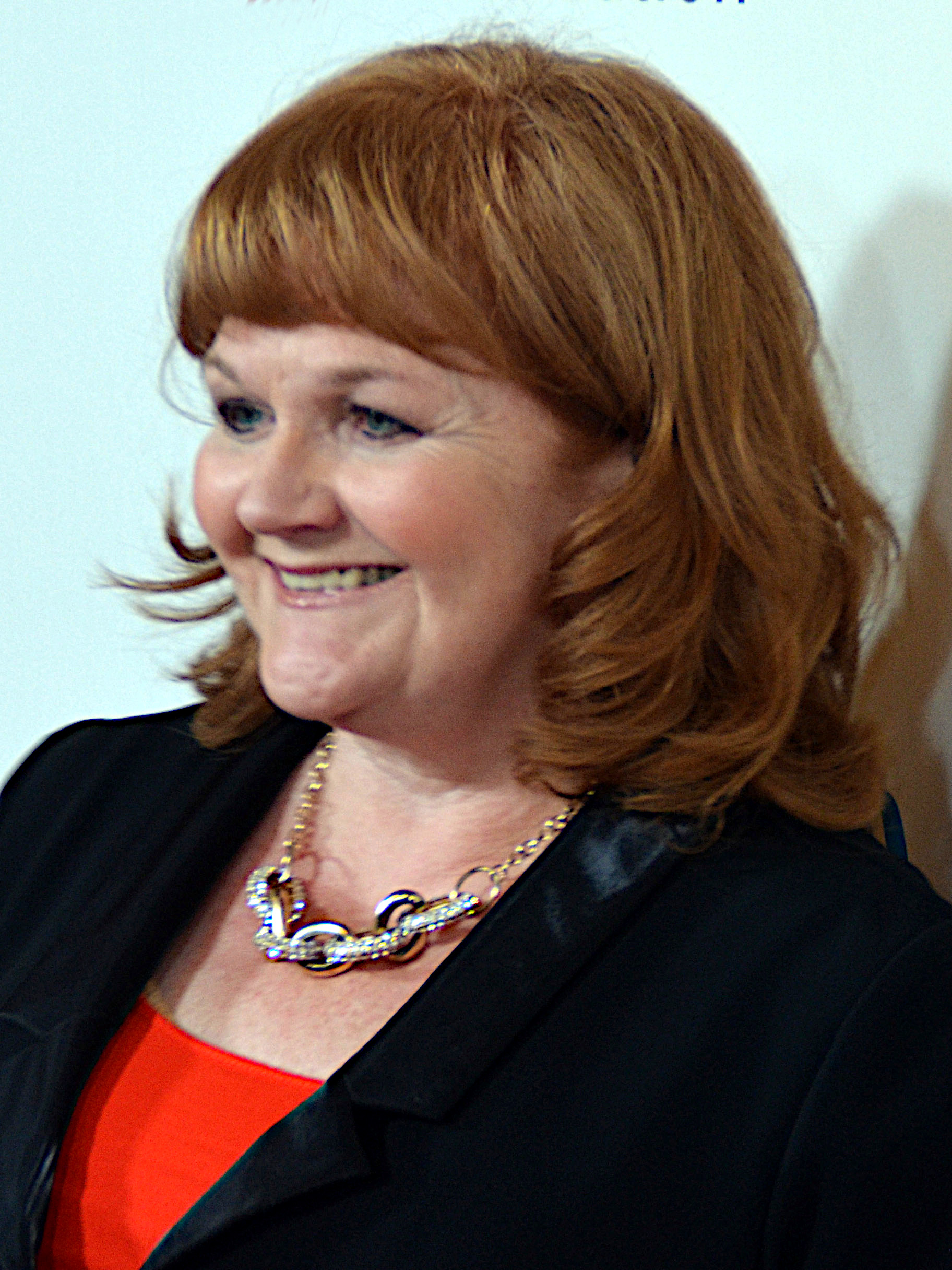
Lesley Nicol
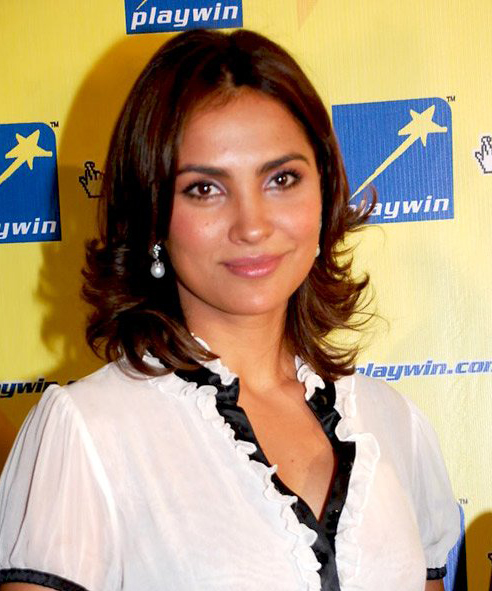
Lara Dutta
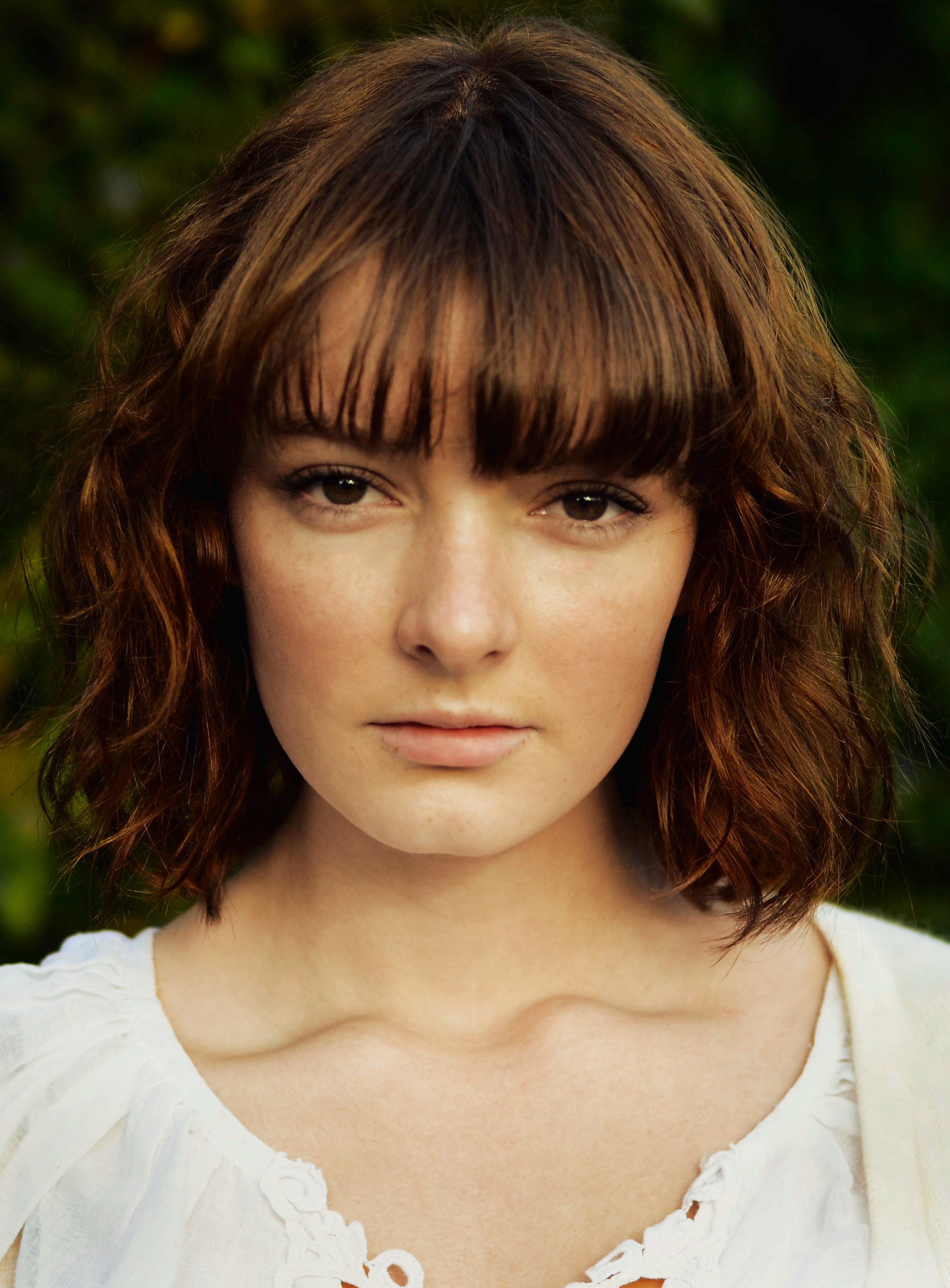
Dakota Blue Richards
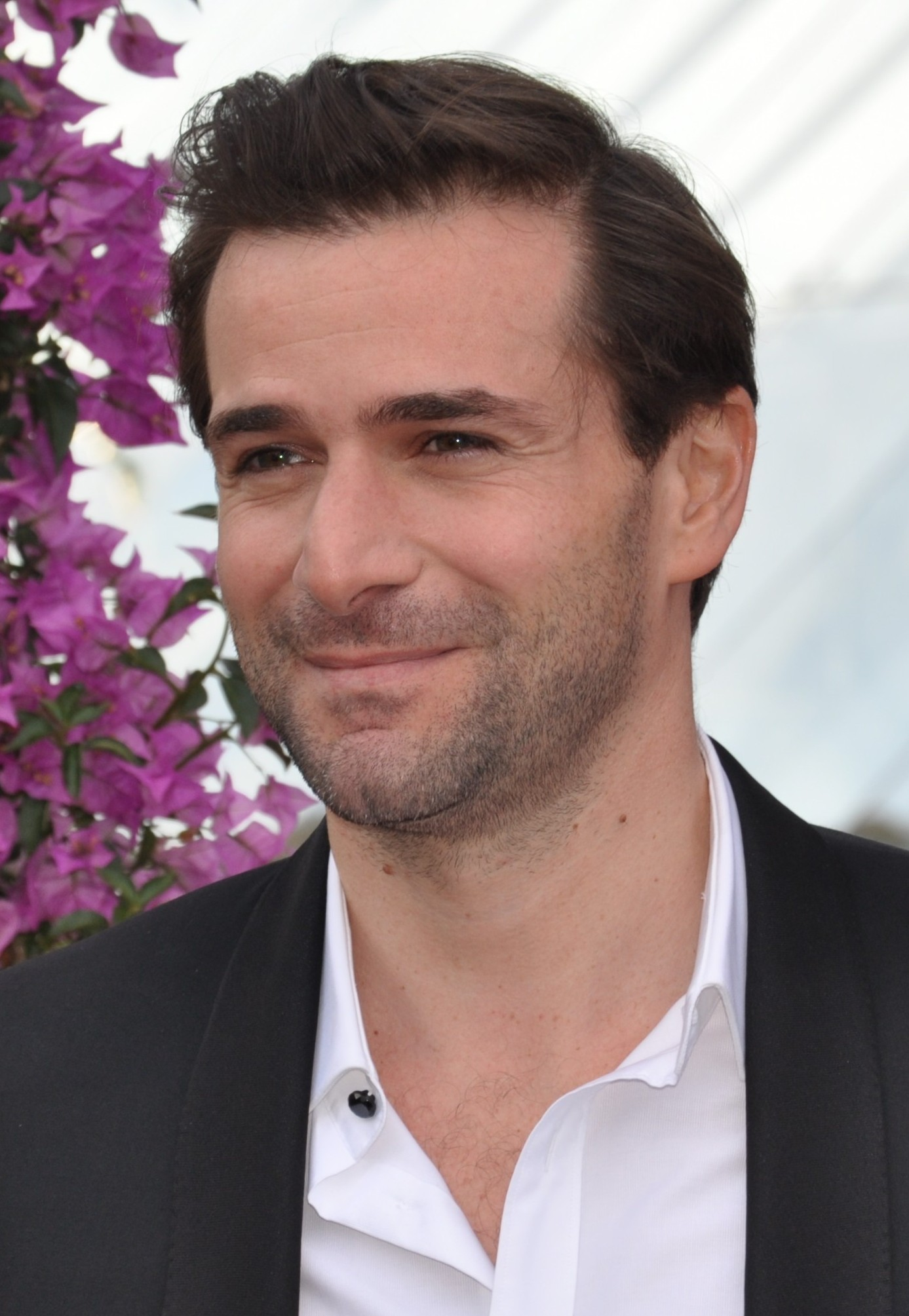
Grégory Fitoussi
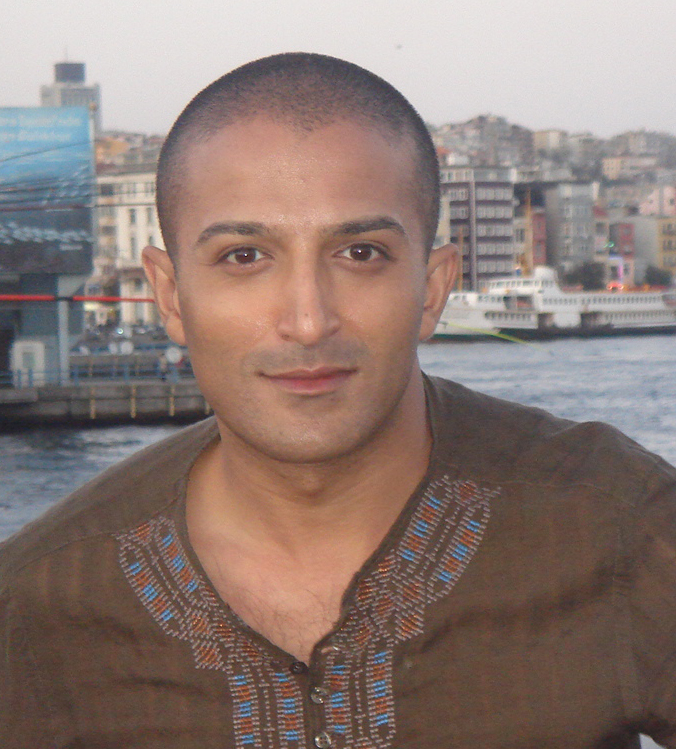
Adil Ray
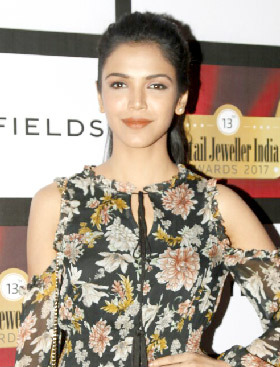
Shriya Pilgaonkar

### Ricorrenti
- Vijay Singh, interpretato da Arunoday Singh.
Alleato di Castillon.
- Roshanara, interpretata da Medha Shankar, doppiata da Valentina Stredini.
Figlia di Murad.
- Gopal, interpretato da Vicky Arora.
Guardia e amico di John.
- Akbar II, interpretato da Rudraksh Singh, doppiato da Alessandro Rigotti.
Principe, figlio di Shah.
- Maharaja di Kalyan, interpretato da Denzil Smith, doppiato da Ennio Coltorti.
Padre di Chandrika e Kamlavati, madre di August.

## Produzione
Gurinder Chadha e Paul Mayeda Berges concepirono la serie mentre lavoravano sul film Il palazzo del Viceré. Presero ispirazione da Downton Abbey, mentre combinavano le culture britanniche e indiane.
È stata prodotta da Bend It TV di Chandra,
La quale è parzialmente proprietaria del distributore Freemantle Media.
La lavorazione iniziò agli Ealing Studios nell'agosto 2018. Ulteriori riprese hanno avuto luogo a Rajasthan e Delhi nel corso del 2018.
Nonostante il finale, ITV non ha rinnovato la serie per una seconda stagione.

## Distribuzione
La serie ha debuttato negli Stati Uniti il 14 giugno 2020 come parte delle serie antologiche Masterpiece sulla PBS. In Australia è stata trasmessa dall'11 luglio 2020 su Network 10. In Italia è andata in onda dal 28 luglio all'11 agosto 2021 su Sky Serie.